# Sven-Harrys konstmuseum

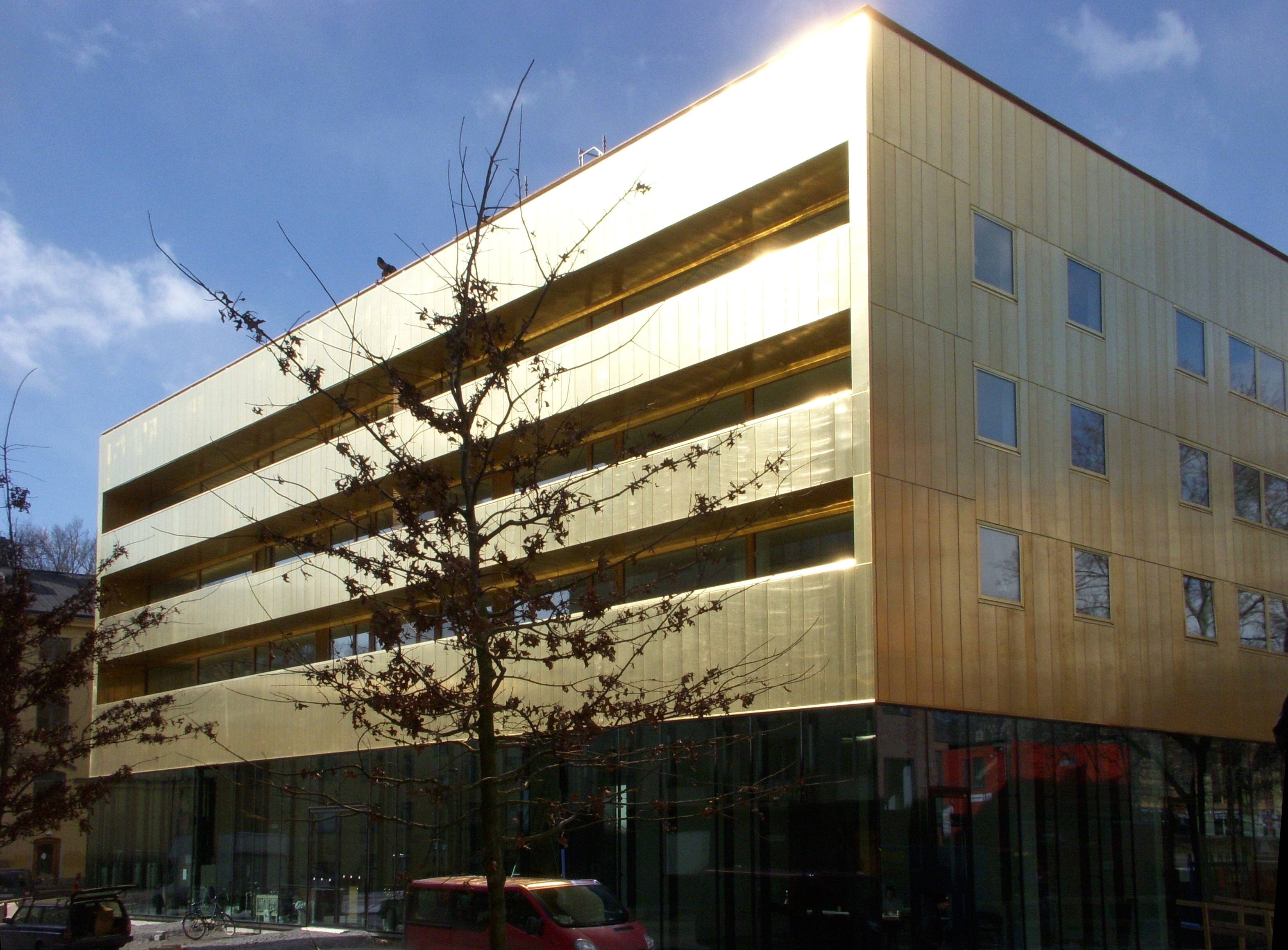
Sven Harrys Kunstmuseum

Sven-Harrys konstmuseum ("Sven Harry's kunstmuseum") is een Zweeds kunstmuseum en een Kunsthal. Het museum werd door Sven Harry Karlsson opgericht en is in maart 2011 geopend. Het ligt bij het Vasa Park in het centrum van Stockholm. Het gebouw is ontworpen door Anna Höglund van Wingårdhs Arkitektkontor en herbergt het museum, de kunsthal, een daktuin, een restaurant, appartementen en commerciële ruimtes.
Sven-Harrys Kunstmuseum wordt beheerd door een stichting (Byggmästare Sven-Harrys Konst- och Bostadsstiftelse).

## Kunsthal en museum
De kunsthal is ongeveer 400 vierkante meter groot en verdeeld in drie grote zalen, twee op de begane grond en een op de vierde verdieping. In de kunsthal worden tijdelijke tentoonstellingen georganiseerd. 
Het museumgedeelte bevindt zich op de bovenste verdieping van het gebouw in een terugliggend penthouse. Het is een replica van Sven-Harry Karlsson's huis Ekholmsnäs op Lidingö uit de jaren 1770. Het huis is ingericht met kunst, meubels en tapijten uit Ekholmsnäs. Er bevinden zich werken van Carl Fredrik Hill, Helene Schjerfbeck, Ernst Josephson, Edvard Munch, August Strindberg en Anders Zorn. De tapijten zijn gemaakt door Märta Måås-Fjetterström; het meubilair is ontworpen door o.a. Georg Haupt, Gio Ponti en Åke Axelsson. Op het dakterras bevinden zich sculpturen van Lena Cronqvist, Eric Rooster, Dan Wolgers Martin Holmgren en Axel Wallenberg (beeldhouwer).